# Anna Brzezińska
Anna Brzezińska (Polonia, 9 de enero de 1971) es una atleta polaca retirada especializada en la prueba de 3000 m, en la que consiguió ser medallista de bronce europea en pista cubierta en 1994.

## Carrera deportiva
En el Campeonato Europeo de Atletismo en Pista Cubierta de 1994 ganó la medalla de bronce en los 3000 metros, con un tiempo de 8:56.90 segundos, tras la portuguesa Fernanda Ribeiro y la rusa Eva Sokolova.